# 瓯海大道
瓯海大道，是浙江省温州市的一条城市主干道，其中泽雅大道至瞿溪环岛段和福州路西至滨海大道段为城市快速路，起点位于泽雅大道，终点位于滨海大道（ 228国道），接温州龙湾国际机场，其中东段于2007年12月11日通车，建成时为浙江省最宽的城市快速路，西段高架于2012年4月28日通车，东延段于2016年1月21日通车，西延三期于2018年10月26日开工，2023年4月29日通车。

## 地面相交道路
- 泽雅大道
- 泽雅隧道
- 林桥隧道
- 宁国路
- 瞿溪隧道
- 蛟垟路
- 北：三溪路、南：瞿雄路
- 豪达路
- 中心路
- 温州绕城高速三溪互通
- 双丰南路
- 福州路
- 宁波路
- 温丽高速娄桥互通
- 上汇北路
- 北：园区路、南：秀浦路
- 景屿路
- 娄东大街
- 半塘街
- 沉木桥街
- 永庆街
- 北：牛山南路、南：仙慈大道
- 东方路
- 蛟凤路、梧慈路、双凤北路
- 瓯越大道
- 惠民路
- 汤家桥路
- 三垟大道
- 文昌路
- 上京隧道
- 龙腾南路
- 浃底隧道
- 龙永路
- 曹龙路
- 龙江路
- 龙祥路
- 建中街
- 罗东北街
- 永宁东路
- 北：机场大道、南：永强大道
- 续接机场大道

## 快速路出入口立交列表
| 里程                                                                                         | 类型          | 名称           | 连接                 | 说明                       |
| 西延三期段                                                                                   | 西延三期段    | 西延三期段     | 西延三期段           | 西延三期段                 |
| -------------------------------------------------------------------------------------------- | ------------- | -------------- | -------------------- | -------------------------- |
|                                                                                              | 主线出入口    | 泽雅大道       | 泽雅大道             |                            |
|                                                                                              | 隧道          | 泽雅隧道       | 泽雅隧道             |                            |
|                                                                                              | 隧道          | 林桥隧道       | 林桥隧道             |                            |
|                                                                                              | 出入口        | 宁国路         | 宁国路               | 限西向出、东向入           |
|                                                                                              | 隧道          | 瞿溪隧道       | 瞿溪隧道             |                            |
|                                                                                              | 主线出入口    | 瞿溪环岛       | 瞿雄路 三溪路        | 限西向入、东向出           |
| 主线高架桥段                                                                                 |               |                |                      |                            |
|                                                                                              | 主线出入口    | 福州路西       | 福州路西             |                            |
|                                                                                              | 出入口        | 福州路         | 福州路               |                            |
|                                                                                              | 出入口        | 温州南站       | 温州南站             | 温州南站，限西向出、东向入 |
|                                                                                              | 出入口        | 宁波路         | 宁波路               | 限宁波路南口入             |
|                                                                                              | 出入口        | 秀浦路         | 秀浦路 园区路        |                            |
|                                                                                              | 出入口        | 娄东大街（东） | 娄东大街             |                            |
|                                                                                              | 出入口        | 永庆街         | 永庆街               |                            |
|                                                                                              | 出入口        | 牛山南路       | 牛山南路 仙慈大道    |                            |
|                                                                                              | 枢纽 · 出入口 | 瓯越大道       | 瓯越大道             |                            |
|                                                                                              | 出入口        | 汤家桥路       | 汤家桥路             |                            |
|                                                                                              | 出入口        | 三垟大道（东） | 三垟大道             |                            |
|                                                                                              | 出入口        | 文昌路         | 文昌路               |                            |
|                                                                                              | 隧道          | 上京隧道       | 上京隧道             |                            |
|                                                                                              | 出入口        | 龙腾南路       | 龙腾南路             |                            |
|                                                                                              | 隧道          | 浃底隧道       | 浃底隧道             |                            |
|                                                                                              | 出入口        | 龙永路         | 龙永路               |                            |
|                                                                                              | 出入口        | 曹龙路         | 曹龙路               |                            |
|                                                                                              | 出入口        | 龙江路         | 龙江路               |                            |
|                                                                                              | 出入口        | 建中街         | 建中街               |                            |
|                                                                                              | 出入口        | 机场大道（东） | 机场大道 永强大道    |                            |
|                                                                                              | 枢纽          | 滨海大道立交   | 滨海大道（ 228国道） |                            |
|                                                                                              | 主线出入口    | 滨海大道       | 滨海大道（ 228国道） | 温州龙湾国际机场           |
| 1.000 英里 = 1.609 千米；1.000 千米 = 0.621 英里 并行路段 • 已关闭／取消 • 限制进入 • 未开放 |               |                |                      |                            |